# Venus auf Reisen
Venus auf Reisen (Originaltitel: Chasing Rainbows) ist eine US-amerikanische Musicalkomödie aus dem Jahr 1930 von Charles Reisner mit Bessie Love und Charles King in den Hauptrollen.

## Handlung
Carlie Seymour und Terry Fay bilden ein Varieté-Team in einer reisenden Musical-Show. Zur Truppe gehören auch der Bühnenmanager Eddie Rock, die Komödiantin Bonnie und die Kostümbildnerin Polly.
Terrys Angewohnheit, sich ständig in die Hauptdarstellerin zu verlieben, veranlasst ihn, Daphne Wayne zu heiraten, eine Sängerin, die ihm untreu wird. Als er sie mit einem anderen Mann erwischt, droht Terry, sich umzubringen, aber seine Partnerin beruhigt ihn, dass „die glücklichen Tage wieder da sind“, und die Show geht weiter.

## Hintergrund
Eine Studioproduktionstabelle vom 24. August 1929 nannte als Starttermin für Road Show, den ursprünglichen Arbeitstitel dieses Films, den 22. Juli 1929. Der Titel wurde aufgrund eines konkurrierenden Projekts geändert, das ebenfalls The Road Show hieß und bei dem James Cruze Regie führen sollte. Letzteres wurde schließlich als The Great Gabbo (dt.: Der große Gabbo) veröffentlicht. Eine Anzeige vom 4. Dezember 1929 bezog sich auf diesen Film mit seinem neuen Titel Happy Days. Es kam jedoch zu Konflikten, als die Fox Film Corporation die Rechte an diesem Titel für ihren gleichnamigen Film aus dem Jahr 1930 beanspruchte (dt.: Tanzbeine aus Hollywood). Eine endgültige Titeländerung zu Chasing Rainbows wurde am 18. Dezember 1929 gemeldet.
Die Vorproduktion war bereits Ende April 1929 im Gange, als in einer Pressenachricht vom 24. April 1929 stand, dass Milton Ager und Jack Yellen an Texten und Melodien arbeiteten. Die Dreharbeiten begann Mitte Juni 1929. Wie aus einem Presseartikel vom 3. August 1929 hervorgeht, fand die Produktion in den MGM-Studios in Culver City statt.
Sammy Lee, der zuvor mit Regisseur Charles Reisner bei The Hollywood Revue of 1929 zusammengearbeitet hatte, inszenierte und choreografierte zwei der „farbenprächtigsten Bühnenspektakel“ des Films, wie in einer Pressemeldung vom 31. August 1929 vermerkt wurde. Diese Nummern waren Everybody Tap und Happy Days Are Here Again. Vor den Dreharbeiten hatte Lee Berichten zufolge zwei Monate lang mit dem Chor zusammengearbeitet.
Zwei Sequenzen des Filmes wurden in Technicolor gedreht wurden, jedoch gingen diese Sequenzen verloren, wie aus verschiedenen Quellen hervorgeht. Es existiert eine unvollständige Version des Films ohne die Technicolor-Sequenzen.
Verantwortliche Toningenieure waren Douglas Shearer und Russell Franks.

## Musik
Folgende Songs wurden im Film gespielt:
- Happy Days Are Here Again, Poor But Honest, My Dynamic Personality, Everybody Tap, Lucky Me, Lovable You und I Got a Feeling for You von Milton Ager und Jack Yellen
- Love Ain’t Nothin’ But the Blues von Joe Goodwin und Louis Alter
- Do I Know What I’m Doing? von Leo Robin, Sam Coslow und Richard A. Whiting

## Veröffentlichung
Die Premiere des Films fand am 10. Januar 1930 statt. In Österreich kam er am 22. August 1930 in die Kinos.

## Kritiken
Mordaunt Hall von der The New York Times sah ein glückloses Stück Arbeit. Der Film sei so völlig unsinnig, dass er langweilig werde, bevor er zur Hälfte vorbei sei.